# Johannes Ruhland
Johannes Ruhland OSB (* 28. Mai 1905 in Augsburg; † 21. Oktober 1981 in Augsburg) war ein deutscher Ordensgeistlicher und Benediktiner. Er war Abt von St. Stephan in Augsburg (1941–1970) und Abtpräses der Bayerischen Benediktinerkongregation (1958–1961).

## Leben
Johannes Ruhland lehrte Astronomie und Physik an der Philosophischen Hochschule bei St. Stephan.
1968 wurde Johannes Ruhland vom Kardinal-Großmeister Eugène Kardinal Tisserant zum Ritter des Ritterordens vom Heiligen Grab zu Jerusalem ernannt und am 8. Juli 1968 in München durch Lorenz Kardinal Jaeger, Großprior der deutschen Statthalterei, sowie Hermann Josef Abs, Statthalter in Deutschland, in den Orden investiert.

## Ehrungen
Er wurde mit dem Bayerischen Verdienstorden ausgezeichnet.